# هم‌آمیخته‌شاخان
هم‌آمیخته‌شاخان (نام علمی: Synthetoceratinae) نام یک زیرخانواده از تیره پیشین‌شاخان است.